# شيبة (بعدان)

تعديل مصدري - تعديل

شيبة محلة تابعة لقرية الحمادي، التابعة لعزلة المنار بمديرية بعدان إحدى مديريات محافظة إب في الجمهورية اليمنية، بلغ تعداد سكانها 41 حسب تعداد اليمن لعام 2004.